# Croton neomexicanus
Espèce
Croton neomexicanus est une espèce de plantes à fleurs du genre Croton et de la famille des Euphorbiaceae présente du centre sud des États-Unis au nord-est du Mexique.
Il a pour synonyme :
- Oxydectes neomexicana, (Müll.Arg.) Kuntze